# WINTER TOUR 2020 "SING" + Live at Blue Note Tokyo
『WINTER TOUR 2020 "SING" + Live at Blue Note Tokyo』（ウインター・ツアー 2020 シング+ライブ・アット・ブルーノート・トウキョウ）は、広瀬香美の10枚目のベスト・アルバム。2019年11月27日に、JVCケンウッド・ビクターエンタテインメントからリリースされた。

## 概要
2020年1月から2月にかけて行われるウィンター・ツアー『SING』に向け製作されたスペシャル・アルバム。Disc1・2はツアーのセットリストをオリジナル音源で収録。Disc3にはBlue Note TOKYOで行われたオータム・ツアーの最終公演の模様を収録した、自身のキャリア初となるライブ・アルバム。
本作は初回生産限定盤で、LPサイズジャケット仕様+大型ブックレット封入。

## 収録曲

### Disc.1 （WINTER TOUR 2020 "SING"）
1. Love again
  - 12thアルバム『And.Love.Again.』収録曲。
2. 幸せをつかみたい
  - 5thシングル。
3. 歌いたいわ
  - 7thベスト・アルバム『THE BEST "1992-2018" + "雪"Setlist Non-Stop Mix』収録曲。
4. ゲレンデがとけるほど恋したい
  - 7thシングル。
5. キャリーバッグ
  - 12thアルバム『And.Love.Again.』収録曲。
6. You're my hero
  - 12thアルバム『And.Love.Again.』収録曲。
7. 青い冬ハジマレ
  - 13thアルバム『25thプレイリスト』収録曲。
8. Snow Fall
  - 6thベスト・アルバム『Winter High!! 〜Best Of Kohmi's Party〜』収録曲。
9. ストロボ
  - 14thシングル。
10. 甘いお話 part3
  - 25thシングル『GIFT/愛は特効薬』カップリング曲。

### Disc.2 （WINTER TOUR 2020 "SING"）
1. 好きで好きで
  - 12thアルバム『And.Love.Again.』収録曲。
2. ふつうのラブソング
  - 6thアルバム『welcome-muzik』収録曲。
3. GIFT
  - 25thシングル両A面1曲目。
4. 冬はフェスティバル
  - 新曲。スノーリゾート2019-20タイアップソング。
5. How To Love
  - 3rdアルバム『SUCCESS STORY』収録曲。
6. ロマンスの神様
  - 3rdシングル。
7. 真冬の帰り道
  - 9thシングル。
8. 愛があれば大丈夫
  - 1stシングル。
9. promise (Bonus Track)
  - 11thシングル。
10. DEAR...again (Ver.2.05) (Bonus Track)
  - 8thシングル。6thアルバム『welcome-muzik』収録ヴァージョン。

### Disc.3 (AUTUMN TOUR 2019 "Vocal Unlimited vol.8" Live at Blue Note Tokyo 2019.10.06)
1. 歌いたいわ
2. promise
3. Search-Light
  - 20thシングル。
4. ALL OF ME
  - ジョン・レジェンドの楽曲のカヴァー。
5. 泣いちゃいそう冬
  - ももいろクローバーZに提供した楽曲のセルフ・カヴァー。
6. おかげサマー
  - TUBEに提供した楽曲のセルフ・カヴァー。
7. DEAR...again
8. 幸せをつかみたい
9. ロマンスの神様
10. Tomorrow (off-mic performance) (Encore)
  - 3rdアルバム『SUCCESS STORY』収録曲。